# Pallamano maschile ai XVIII Giochi del Mediterraneo
Il torneo di pallamano maschile ai XVIII Giochi del Mediterraneo si è svolto dal 23 giugno al 1º luglio 2018 al Palacio de Deportes de Campclar di Tarragona.
Hanno partecipato alla competizione 13 squadre suddivise in 4 gruppi. Al termine della fase a gironi le prime due Nazionali classificate hanno guadagnato l'accesso alla fase ad eliminazione diretta.

## Squadre partecipanti
- Algeria
- Croazia
- Egitto
- Grecia
- Italia
- Macedonia
- Montenegro
- Portogallo
- Serbia
- Slovenia
- Spagna (Paese ospitante)
- Tunisia
- Turchia

## Risultati

### Fase a gironi

#### Gruppo A
| Squadra    | PT | G | V | N | P | F  | S  | DR  |
| ---------- | -- | - | - | - | - | -- | -- | --- |
| Tunisia    | 4  | 2 | 2 | 0 | 0 | 73 | 57 | +16 |
| Slovenia   | 2  | 2 | 1 | 0 | 1 | 70 | 61 | +9  |
| Montenegro | 0  | 2 | 0 | 0 | 2 | 56 | 81 | -25 |

| Tarragona 23 giugno 2018, ore 12:00 (UTC+2) | Slovenia | 41 – 28 referto | Montenegro | Palacio de Deportes de Campclar |

| Tarragona 24 giugno 2018, ore 10:00 (UTC+2) | Slovenia | 29 – 33 referto | Tunisia | Palacio de Deportes de Campclar |

| Tarragona 25 giugno 2018, ore 12:00 (UTC+2) | Montenegro | 28 – 40 referto | Tunisia | Palacio de Deportes de Campclar |

#### Gruppo B
| Squadra | PT | G | V | N | P | F  | S  | DR  |
| ------- | -- | - | - | - | - | -- | -- | --- |
| Croazia | 4  | 2 | 2 | 0 | 0 | 67 | 52 | +15 |
| Algeria | 2  | 2 | 1 | 0 | 1 | 64 | 69 | -5  |
| Italia  | 0  | 2 | 0 | 0 | 2 | 58 | 68 | -10 |

| Tarragona 23 giugno 2018, ore 10:00 (UTC+2) | Croazia | 30 – 26 referto | Italia | Palacio de Deportes de Campclar |

| Tarragona 24 giugno 2018, ore 12:00 (UTC+2) | Croazia | 37 – 26 referto | Algeria | Palacio de Deportes de Campclar |

| Tarragona 25 giugno 2018, ore 10:00 (UTC+2) | Italia | 32 – 38 referto | Algeria | Palacio de Deportes de Campclar |

#### Gruppo C
| Squadra    | PT | G | V | N | P | F  | S  | DR  |
| ---------- | -- | - | - | - | - | -- | -- | --- |
| Spagna     | 4  | 2 | 2 | 0 | 0 | 80 | 39 | +41 |
| Portogallo | 1  | 2 | 0 | 1 | 1 | 50 | 62 | -12 |
| Grecia     | 1  | 2 | 0 | 1 | 1 | 45 | 74 | -29 |

| Tarragona 23 giugno 2018, ore 20:30 (UTC+2) | Spagna | 46 – 17 referto | Grecia | Palacio de Deportes de Campclar |

| Tarragona 24 giugno 2018, ore 20:30 (UTC+2) | Spagna | 34 – 22 referto | Portogallo | Palacio de Deportes de Campclar |

| Tarragona 25 giugno 2018, ore 20:30 (UTC+2) | Grecia | 28 – 28 referto | Portogallo | Palacio de Deportes de Campclar |

#### Gruppo D
| Squadra   | PT | G | V | N | P | F  | S   | DR  |
| --------- | -- | - | - | - | - | -- | --- | --- |
| Turchia   | 5  | 3 | 2 | 1 | 0 | 84 | 74  | +10 |
| Serbia    | 3  | 3 | 1 | 1 | 1 | 95 | 88  | +7  |
| Egitto    | 2  | 3 | 1 | 0 | 2 | 91 | 102 | -11 |
| Macedonia | 2  | 3 | 1 | 0 | 2 | 86 | 92  | -6  |

| Tarragona 23 giugno 2018, ore 16:30 (UTC+2) | Macedonia | 26 – 29 referto | Turchia | Palacio de Deportes de Campclar |

| Tarragona 23 giugno 2018, ore 18:30 (UTC+2) | Egitto | 33 – 42 referto | Serbia | Palacio de Deportes de Campclar |

| Tarragona 24 giugno 2018, ore 16:30 (UTC+2) | Egitto | 34 – 29 referto | Macedonia | Palacio de Deportes de Campclar |

| Tarragona 24 giugno 2018, ore 18:30 (UTC+2) | Serbia | 24 – 24 referto | Turchia | Palacio de Deportes de Campclar |

| Tarragona 25 giugno 2018, ore 16:30 (UTC+2) | Egitto | 24 – 31 referto | Turchia | Palacio de Deportes de Campclar |

| Tarragona 25 giugno 2018, ore 18:30 (UTC+2) | Serbia | 29 – 31 referto | Macedonia | Palacio de Deportes de Campclar |

### Fase finale

#### Finali 5º e 7º posto
|  | Semifinali | Semifinali | Semifinali |          |            | Finale 5º/6º posto | Finale 5º/6º posto | Finale 5º/6º posto |  |
|  |            |            |            |          |            |                    |                    |                    |  |
|  | Algeria    | Algeria    | 32         |          |            |                    |                    |                    |  |
|  | Algeria    | Algeria    | 32         |          |            |                    |                    |                    |  |
|  | Portogallo | Portogallo | 33         |          |            |                    |                    |                    |  |
|  | Portogallo | Portogallo | 33         |          | Portogallo | Portogallo         | 25                 |                    |  |
|  |            |            |            |          | Portogallo | Portogallo         | 25                 |                    |  |
|  |            |            | Slovenia   | Slovenia | 31         |                    |                    |                    |  |
|  | Slovenia   | Slovenia   | Slovenia   | Slovenia | 31         | 33                 |                    |                    |  |
|  | Slovenia   | Slovenia   |            |          |            | 33                 |                    |                    |  |
|  | Serbia     | Serbia     | 26         |          |            | Finale 7º/8º posto | Finale 7º/8º posto | Finale 7º/8º posto |  |
|  | Serbia     | Serbia     | 26         |          |            |                    |                    |                    |  |
|  |            |            |            |          |            |                    |                    |                    |  |
|  |            |            |            |          |            | Algeria            | Algeria            | 30                 |  |
|  |            |            |            |          |            | Algeria            | Algeria            | 30                 |  |
|  |            |            |            |          |            | Serbia             | Serbia             | 28                 |  |

#### Finale
|  | Quarti di finale | Quarti di finale |                |        | Semifinali                | Semifinali                |  |  | Finale         | Finale |
|  |                  |                  |                |        |                           |                           |  |  |                |        |
|  | 27 giugno 2018   |                  |                |        |                           |                           |  |  |                |        |
|  |                  |                  |                |        |                           |                           |  |  |                |        |
|  | Tunisia          | 30               |                |        |                           |                           |  |  |                |        |
|  | Tunisia          | 30               | 29 giugno 2018 |        |                           |                           |  |  |                |        |
|  | Algeria          | 25               |                |        |                           |                           |  |  |                |        |
|  | Algeria          | 25               | Tunisia        | 28     |                           |                           |  |  |                |        |
|  | 27 giugno 2018   |                  | Tunisia        | 28     |                           |                           |  |  |                |        |
|  |                  | Turchia          | 21             |        |                           |                           |  |  |                |        |
|  | Turchia          | Turchia          | 21             | 31     |                           |                           |  |  |                |        |
|  | Turchia          |                  | 1º luglio 2018 | 31     |                           |                           |  |  |                |        |
|  | Portogallo       | 29               |                |        |                           |                           |  |  |                |        |
|  | Portogallo       | 29               | Tunisia        | 23     |                           |                           |  |  |                |        |
|  | 27 giugno 2018   |                  | Tunisia        | 23     |                           |                           |  |  |                |        |
|  |                  | Croazia          | 24             |        |                           |                           |  |  |                |        |
|  | Croazia          | Croazia          | 24             | 17     |                           |                           |  |  |                |        |
|  | Croazia          | 29 giugno 2018   |                | 17     |                           |                           |  |  |                |        |
|  | Slovenia         | 16               |                |        |                           |                           |  |  |                |        |
|  | Slovenia         | 16               | Croazia        | 31     | Finale per il terzo posto | Finale per il terzo posto |  |  |                |        |
|  | 27 giugno 2018   |                  | Croazia        | 31     | Finale per il terzo posto | Finale per il terzo posto |  |  |                |        |
|  |                  | Spagna           | 29             |        |                           |                           |  |  |                |        |
|  | Spagna           | Spagna           | 29             | 35     | Turchia                   | 19                        |  |  |                |        |
|  | Spagna           |                  |                | 35     | Turchia                   | 19                        |  |  |                |        |
|  | Serbia           | 25               |                | Spagna | 30                        |                           |  |  |                |        |
|  | Serbia           | 25               |                |        | 30                        |                           |  |  |                |        |
|  |                  |                  |                |        |                           |                           |  |  | 1º luglio 2018 |        |
|  |                  |                  |                |        |                           |                           |  |  |                |        |

## Classifica finale
| Pos | Squadre    |
| --- | ---------- |
|     | Croazia    |
|     | Tunisia    |
|     | Spagna     |
| 4   | Turchia    |
| 5   | Slovenia   |
| 6   | Portogallo |
| 7   | Algeria    |
| 8   | Serbia     |